# Tana Kaleya
Tana Kaleya (nascida em 1939) é uma fotógrafa e directora de cinema polaco-alemã.
Em 1983 dirigiu o filme erótico Mujeres.
O seu trabalho encontra-se incluído na colecção do Museu de Belas Artes de Houston, e no Rijksmuseum de Amsterdão.